# Taranetzella
Taranetzella is een monotypisch geslacht van straalvinnige vissen uit de familie van de puitalen (Zoarcidae).

## Soort
- Taranetzella lyoderma Andriashev, 1952